# Terenti Fomitsch Umanski

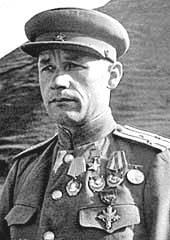
Terenti Umanski

Terenti Fomitsch Umanski (russisch Терентий Фомич Уманский, ukrainisch Терентій Хомич Уманський Terentij Chomytsch Umanskyj; * 10. Dezemberjul. / 23. Dezember 1906greg. in Werbljuschka, Gouvernement Cherson, Russisches Kaiserreich; † 17. März 1992 in Kiew, Ukraine) war ein sowjetischer Generalmajor.

## Leben

### Kindheit und Karrierebeginn
Terenti Umanski kam 1906 in Werbljuschka in der heute ukrainischen Oblast Kirowohrad als Sohn eines Landwirts zur Welt. Nachdem er sechs Jahre die Schule besuchte, arbeitete er auf einer Kollektivfarm. Im Oktober 1928 wurde er in die Roten Armee eingezogen. Von Januar bis November 1929 studierte er an einer Regimentsschule des 130. Bogunsky-Gewehrregiments der 44. Gewehrdivision des ukrainischen Militärbezirks. Im November 1930 wurde er Kommandeur einer Kommunikationsabteilung des 43. Infanterieregiments. 1932 absolvierte er in Odessa die Infanterieschule und machte anschließend Karriere als Kommandeur, Ausbilder und Regimentsschulleiter im Leningrader Militärbezirk. 1937 trat er der KPdSU bei. In den Jahren 1939/40 nahm er als Bataillonskommandeur am Sowjetisch-Finnischen Krieg teil.

### Einsatz im Zweiten Weltkrieg
Von August 1941 an war er an der Front des Großen Vaterländischen Kriegs eingesetzt. Im Juni 1943 wurde er zum Oberst befördert und vom 2. Juli 1943 an war er bis Kriegsende Kommandeur der 240. Infanteriedivision (auch 240. Schützen-Division genannt) der 38. Armee (Woronescher Front).
Mit seiner Einheit nahm er an der Schlacht um Kursk teil und errichtete am 29. September 1943, nach erfolgreicher Dnepr-Überquerung bei Ljutisch nördlich von Kiew, den als Ljutesch-Brückenkopf in die sowjetische Militärgeschichte eingegangenen Brückenkopf.
Im Anschluss nahm seine Division als Teil der 40. Armee der 1. Ukrainischen Front an der Schlacht um Kiew, der Schitomir-Berditschewer Operation und der Kesselschlacht von Tscherkassy teil. Von Februar 1944 an bis Kriegsende kämpfte er mit seiner Division als Teil der 40. Armee der 2. Ukrainischen Front, in der Uman-Botoșaner Operation, der Jassy-Kischinew-Operation, der Dnepr-Karpaten-Operation sowie der Bratislava-Brno-Operation. Am 13. September 1944 wurde er zum Generalmajor befördert.

### Nach dem Krieg
Nach dem Krieg nahm er weiterhin Kommandoposten in der Armee war, absolvierte 1948 die Militärakademie des Generalstabs und wurde 1958 zur Reserve versetzt. Umanski lebte in Kiew, wo er 85-jährig starb und dort auf dem Baikowe-Friedhof bestattet wurde.

## Ehrungen
- Held der Sowjetunion (29. Oktober 1943)
- Leninorden (29. Oktober 1943 und 3. November 1953)
- Rotbannerorden (10. März 1943, 9. November 1943, 20. Juni 1949)
- Kutusoworden 2. Klasse (28. April 1945)
- Bogdan-Chmelnizki-Orden 2. Klasse (10. Januar 1944)
- Orden des Vaterländischen Krieges 1. Klasse (11. März 1985)
- Orden des Roten Sterns (3. November 1944)
- Tapferkeitsmedaille
- Distinguished Service Cross[3]
- Ehrenbürger von Obuchiw[4]
- An seinem ehemaligen Wohnhaus in Kiew ist eine Gedenktafel für ihn angebracht.[1]

Quelle, soweit nicht anders angegeben: